# Romulo Fróes
Romulo Fróes (São Paulo, 1971) é um cantor e compositor brasileiro. Iniciou sua carreira na banda Losango Cáqui, com quem lançou de forma independente, dois discos: Losango Cáqui (1997) e Losango Cáqui #2 (1999).
Em 2001, lança seu primeiro trabalho solo, um EP com quatro faixas onde inicia sua parceria com o artista plástico e cineasta Eduardo Climachauska, o Clima, que se tornaria um de seus principais parceiros.
Em 2004, lança seu primeiro álbum solo: Calado (Bizarre Records), muito influenciado por Nelson Cavaquinho, é considerado pela crítica musical, um dos álbuns mais tristes da história recente da música brasileira. Neste álbum também se consolida o que viria a ser o núcleo criativo de todos os seus trabalhos seguintes, formado por Romulo Fróes, pelo já citado Clima e pelo artista plástico Nuno Ramos, com quem Romulo já vinha trabalhando como assistente. Participa do “Prata da Casa”, importante projeto criado pelo Sesc Pompéia, para mapear a novíssima produção da música brasileira contemporânea. Participa também do “São Paulistas: Vanguardas”, projeto que homenageava a geração surgida na década de 1980 em São Paulo e que ficou conhecida como Vanguarda Paulistana.
Em 2005, é convidado pelo Sesc Pompéia a fazer parte do projeto “Disco de Ouro”, na edição dedicada ao clássico álbum do grupo Novos Baianos: Acabou Chorare. Rômulo faz a direção musical do espetáculo, que contou com a participação de grandes nomes da nossa música como Luiz Melodia, Elza Soares e Baby do Brasil.
Em 2006, lança seu segundo album: Cão (YB Music), em que renova seu interesse pelo samba triste mas já aponta sua música para outras direções. O disco conta com a participação de um dos maiores músicos brasileiros de todos os tempos, o guitarrista da Tropicália, Lanny Gordin.
Em 2007, participando do festival TrocaBrahma, realiza seus primeiros shows fora do país, tocando em importantes palcos do Reino Unido, como o histórico Koko, lendário teatro da cidade de Londres, por onde já passaram ao longo de sua história centenária, artistas do quilate de Charles Chaplin, The Clash e Madonna. Seu disco Cão, recebe elogiosas críticas em importantes revistas especializadas como a americana Downbeat e as inglesas Wire e Time Out
Em 2008, na sua edição de julho é considerado pela revista Bravo, um dos nomes mais influentes de sua geração.
Em 2009, lança seu terceiro e mais elogiado trabalho até então, um ousado álbum duplo intitulado: No Chão Sem o Chão (YB Music). Romulo consegue assim se livrar da pecha de sambista que já o perseguia e scancara sua intenção de lidar com todas as facetas da música brasileira. Pra realizar sua empreitada, conta com a participação no disco, de músicos dos mais destacados da nova cena independente brasileira, como o guitarrista Guilherme Held, o baixista Fábio Sá, o baterista e um dos principais nomes dessa cena, Curumin, além das jovens cantoras Andréia Dias, Lulina, Mariana Aydar e Nina Becker. No disco também figuram nomes já consagrados como, Bocato, André Mehmari e novamente Lanny Gordin. No Chão Sem o Chão, figuraria no final daquele ano em inúmeras listas de melhores discos lançados no ano de 2009, nas mais importantes publicações especializadas no país.
Figura na coletânea “10 anos do Prata da Casa – 1999/2009”, sendo escolhido por uma comissão dos principais críticos do país como um dos destaques da primeira década do projeto. Em junho, é capa da revista Trip em uma matéria que fazia referência a clássica capa da revista Realidade, que no ano de 1966, apostava nos novos nomes da música brasileira, alguns dos quais se tornaram verdadeiros mitos de nossa música, como Caetano Veloso, Chico Buarque, Gilberto Gil e Paulinho da Viola. Romulo foi apontado como um dos nove novos nomes da nova geração, que na opinião da revista Trip, mudarão a música brasileira nos próximos anos. Em julho, Rômulo é convidado para participar ao lado de Adriana Calcanhotto, do show de abertura da “7ª Festa Literária Internacional de Paraty”. Faz a direção musical do projeto do Sesc Pompéia “Trilhando”, em que recria a trilha sonora da vida da cineasta Sandra Werneck.
No início de 2010, seu primeiro disco, Calado (2004) é considerado pelo jornal Folha de S.Paulo, um dos 50 álbuns mais importantes da música brasileira, na primeira década do século XXI.
Em 2011, participa da festa em comemoração aos 13 anos do programa “Vozes do Brasil”, criado, produzido e apresentado pela jornalista Patrícia Palumbo. Lança seu quarto disco: Um Labirinto em Cada Pé (YB Music) e forma o grupo Passo Torto ao lado de Kiko Dinucci, Rodrigo Campos e Marcelo Cabral.
Em 2015, participou do emblemático disco de Elza Soares, A Mulher do Fim do Mundo, contribuindo com três composições, onde uma delas (em parceria com sua esposa Alice Coutinho), deu título ao disco, que ganhou prêmios nacionais e internacionais.
Seu álbum O Disco das Horas foi eleito o 40º melhor disco brasileiro de 2018 pela revista Rolling Stone Brasil e um dos 25 melhores álbuns brasileiros do primeiro semestre de 2018 pela Associação Paulista de Críticos de Arte.